# Billy the Kid (Fernsehserie)
Billy the Kid ist eine amerikanische Westernfernsehserie, die von Michael Hirst entwickelt wurde. Sie spielt im 19. Jahrhundert im amerikanischen Wilden Westen und zeigt Tom Blyth in der Rolle des gesetzlosen Revolverhelden Billy the Kid. Premiere war am 24. April 2022 auf dem US-Kabelsender Epix. In Deutschland, Österreich und der Schweiz wurde die Serie im Dezember 2022 in das Programm von Paramount+ aufgenommen. Eine zweite Staffel wurde im Januar 2023 bestätigt.

## Handlung
Das epische Abenteuer behandelt das Leben von Billy the Kid, von seinen irischen Wurzeln, über seine Anfänge als Cowboy und Revolverheld im amerikanischen Grenzgebiet bis hin zu seiner entscheidenden Rolle im Lincoln-County-Rinderkrieg und darüber hinaus.

## Episoden

### Staffel 1
| Nr. | Deutscher Titel                | Originaltitel              | Regie            | Drehbuch      | Erstausstrahlung | Deutschsprachige Erstausstrahlung |
| --- | ------------------------------ | -------------------------- | ---------------- | ------------- | ---------------- | --------------------------------- |
| 1   | Die Immigranten                | The Immigrants             | Otto Bathurst    | Michael Hirst | 24. April 2022   | 18. Dezember 2022                 |
| 2   | Die Klapperschlange            | The Rattler                | Otto Bathurst    | Michael Hirst | 24. April 2022   | 18. Dezember 2022                 |
| 3   | Antrim                         | Antrim                     | Rachel Leiterman | Michael Hirst | 24. April 2022   | 18. Dezember 2022                 |
| 4   | Zwischenspiel                  | Interlude                  | Rachel Leiterman | Michael Hirst | 1. Mai 2022      | 18. Dezember 2022                 |
| 5   | Ein kleines Stück vom Paradies | The Little Bit of Paradise | Michael Nankin   | Michael Hirst | 8. Mai 2022      | 18. Dezember 2022                 |
| 6   | Schicksal                      | Fate                       | Michael Nankin   | Michael Hirst | 15. Mai 2022     | 18. Dezember 2022                 |
| 7   | Das Haus                       | At the House               | David Frazee     | Michael Hirst | 22. Mai 2022     | 18. Dezember 2022                 |
| 8   | Das Massaker                   | The Rampage                | David Frazee     | Michael Hirst | 5. Juni 2022     | 18. Dezember 2022                 |

### Staffel 2
| Nr. | Deutscher Titel           | Originaltitel          | Regie            | Drehbuch      | Erstausstrahlung | Deutschsprachige Erstausstrahlung |
| --- | ------------------------- | ---------------------- | ---------------- | ------------- | ---------------- | --------------------------------- |
| 1   | Der Weg zur Hölle         | The Road to Hell       | Rachel Leiterman | Michael Hirst | 15. Oktober 2023 | 15. Oktober 2024                  |
| 2   | Krankheit                 | Sickness               | Rachel Leiterman | Michael Hirst | 22. Oktober 2023 | 15. Oktober 2024                  |
| 3   | Die Agonie                | The Agony              | David Frazee     | Michael Hirst | 29. Oktober 2023 | 15. Oktober 2024                  |
| 4   | Der Tag der Toten         | The Day of the Dead    | David Frazee     | Michael Hirst | 5. November 2023 | 15. Oktober 2024                  |
| 5   | Eine eingetriebene Schuld | A Debt Collected       | Adam Kane        | Michael Hirst | 2. Juni 2024     | 15. Oktober 2024                  |
| 6   | Das Plädoyer              | The Plea               | Adam Kane        | Michael Hirst | 9. Juni 2024     | 15. Oktober 2024                  |
| 7   | Die blutgetränkte Bibel   | The Blood-Soaked Bible | John Fawcett     | Michael Hirst | 16. Juni 2024    | 15. Oktober 2024                  |
| 8   | Die Einladung             | An Invitation          | John Fawcett     | Michael Hirst | 23. Juni 2024    | 15. Oktober 2024                  |

## Produktion

### Entwicklung
Am 4. Mai 2021 wurde bekannt gegeben, dass Epix der Serie grünes Licht für eine erste Staffel mit acht Episoden gegeben hat, die von Michael Hirst geschrieben und produziert werden wird. Außerdem wurde bekannt gegeben, dass Otto Bathurst bei den ersten beiden Episoden Regie führen wird. Zu den an der Serie beteiligten Produktionsfirmen gehören Epix, MGM International TV Productions und Nordic Entertainment Group.

### Casting
Am 13. Mai 2021 wurde bekannt gegeben, dass Tom Blyth die Hauptrolle in der Serie übernommen hat. Am 27. August 2021 wurde bekannt gegeben, dass Daniel Webber die Rolle des Jesse Evans übernommen hat.

### Dreharbeiten
Die Dreharbeiten für die Serie fanden in und um Calgary, Alberta, Kanada, statt.

## Veröffentlichung
Die Weltpremiere der Serie fand im März 2022 auf dem TV-Festival Séries Mania im französischen  Lille statt. In den Vereinigten Staaten feierte die Serie am 24. April 2022 auf Epix Premiere. In Kanada, Deutschland, Österreich und der deutschsprachigen Schweiz ist sie auf Paramount+ und in Frankreich und der französischsprachigen Schweiz auf Canal+ und Paramount+ als Stream verfügbar.
Ab 15. Oktober 2024 sind die erste und zweite Staffel von "Billy the Kid" über Magenta TV verfügbar. Eine dritte und letzte Staffel wurde für nächstes Jahr bestellt.